# 宣漢縣 (南北朝)
宣漢縣，中国古县名。
南朝梁大同元年（535年）置伏虞郡，以鄰接伏虞山為名；郡治宣漢縣（治所在今四川省仪陇县东）。隋朝开皇十八年（598年）撤廢伏虞郡，宣漢縣改名為伏虞縣。